# Oocorys grandis
Oocorys grandis is een slakkensoort uit de familie van de Cassidae. De wetenschappelijke naam van de soort is voor het eerst geldig gepubliceerd in 2008 door Beu.